# 迪菲任氏鱂
迪菲任氏鱂為輻鰭魚綱鯉齒目四眼魚科的其中一種，分布於南美洲巴西Rio Iguaçu流域，體長可達5.5公分。

## 擴展閱讀
維基物種上的相關：迪菲任氏鱂